# 황룡

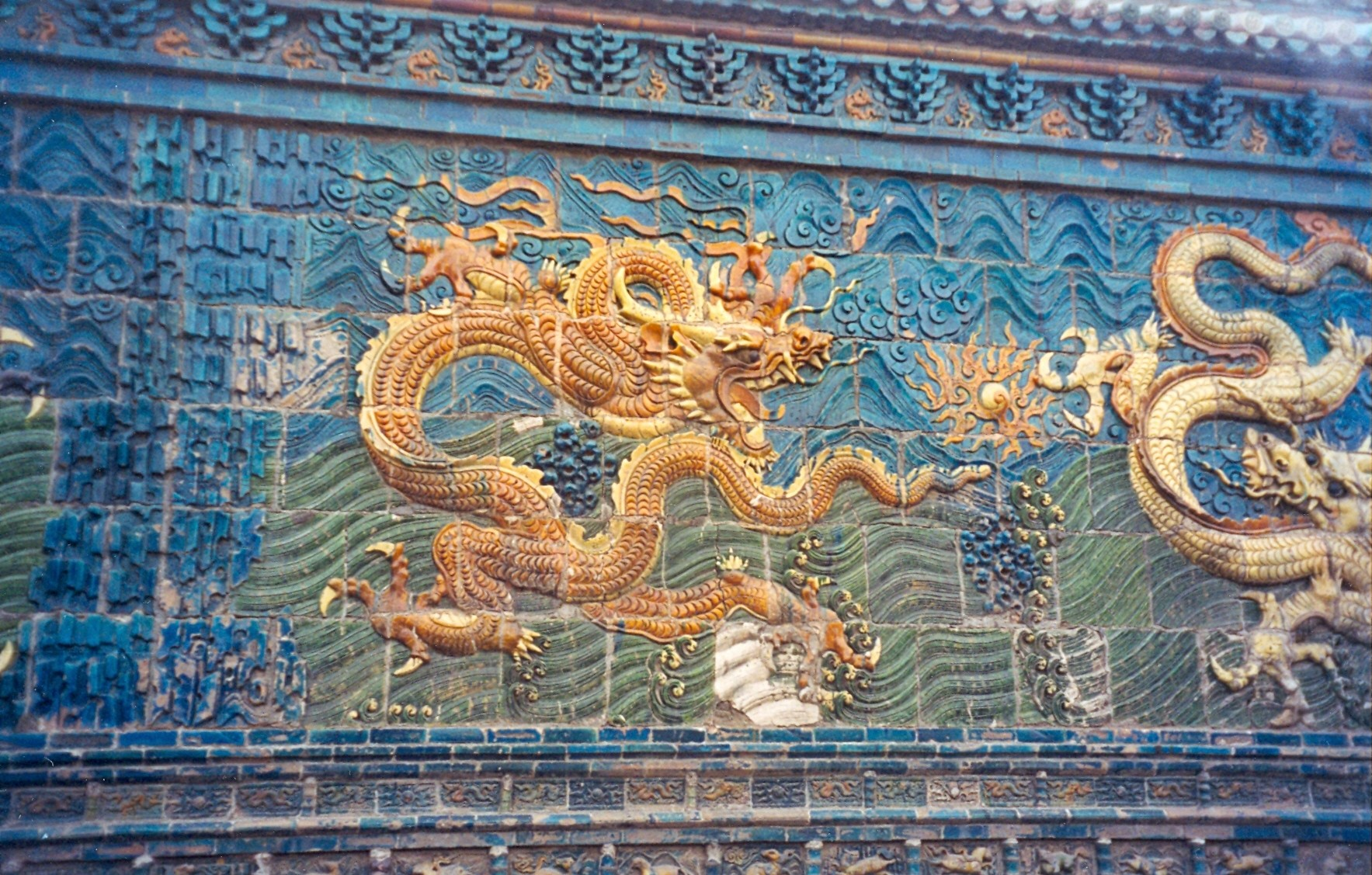
황룡

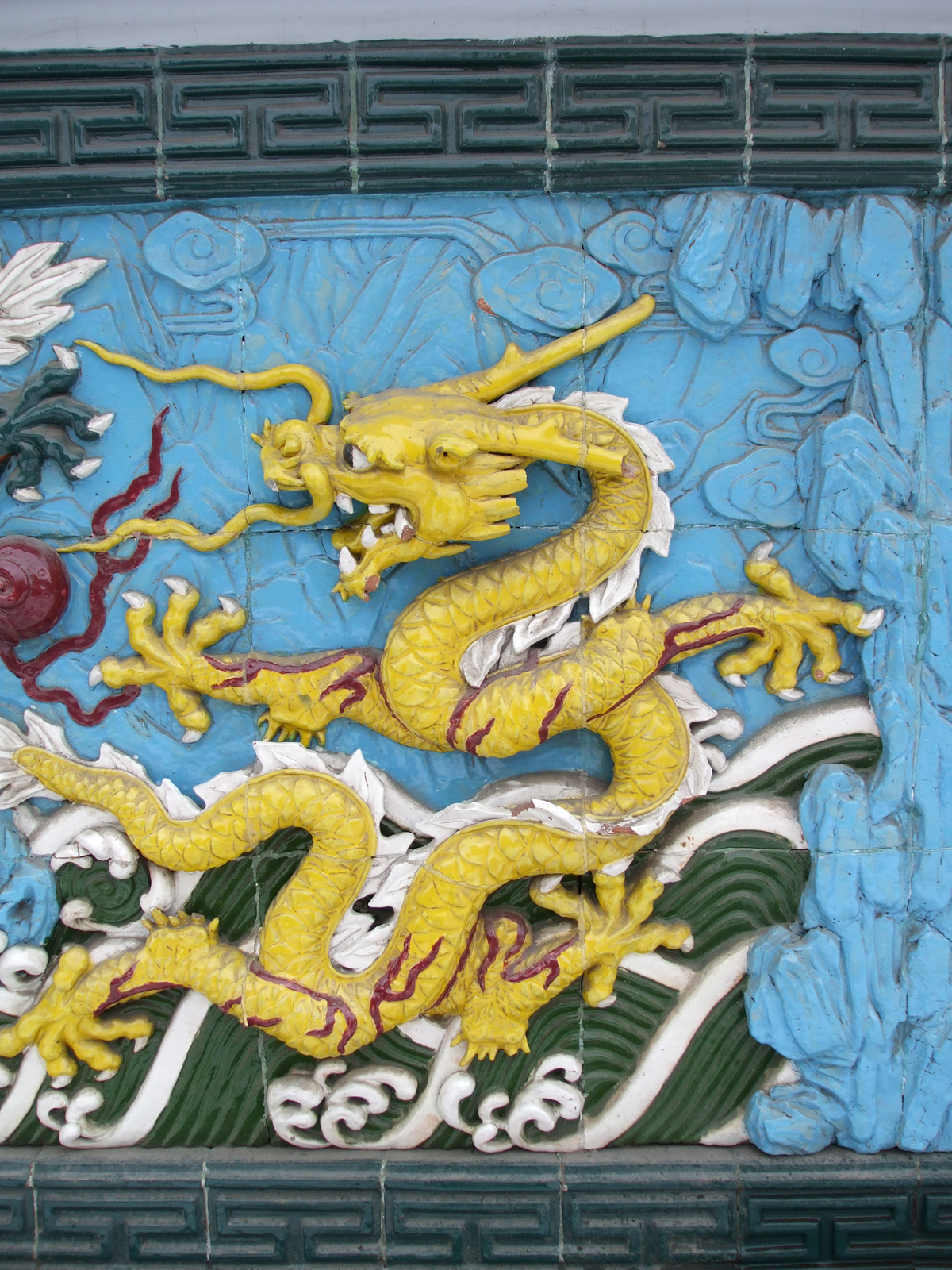
황룡

황룡(黃龍)은 고대 중국에서 신화나 전설에 등장하는 황색 빛깔의 용이다.
오행 사상에서 황색은 중앙을 상징하기 때문에, 황룡은 사신과 오룡의 중심적 존재, 사신의 장(長), 오룡의 장이라고도 불리고 있다. 사신이 동서남북의 수호 짐승인데 대해, 황룡은 '중앙을 수호하는 신성한 용'으로 여겨진다.
동아시아에서 황룡은 서수(瑞獸, 상서로운 짐승)라는 상서로운 대상이기 때문에, 황룡은 매우 경사스러운 짐승으로 생각되었다. 이처럼 상서로운 황룡은 황제의 권위를 상징하는 용으로 여겨졌다.
일본에서 황룡은 상서로운 짐승이라 여겨지는데, 887년 우다 덴노가 즉위했을 때 황룡이 나타났다고 한다.
현재 해외 뿐만 아닌 우리나라 국내에도 황룡이 새겨진 세계 주요 건물이 있다. 바로 경복궁 근정전이다. 근정전 내부 천장에는 발가락 7개가 그려진 황룡이 살고 있다. 조선이 황제의 국가가 되었음을 알리려고 고종이 정궁이자 황궁인 경복궁의 정전인 근정전에다 새긴것으로 알려져 있다. 많은 사람들이 해외 여행을 가듯이 해외 사람들이 우리나라에 오는 이유를 물으면 경복궁을 보러 온 사람이 대다수인데 그중 몇명은 근정전의 황룡을 보는 사람들도 꽤 있었다고 한다.

## 같이 보기
- 황제
- 덴노